# نادي ألباسيتي ب
نادي ألباسيتي ب هو نادي كرة قدم إسباني أٌسس عام 1962. يلعب النادي في الدوري الإسباني الدرجة الثالثة.